# Nicola Antonio Facchinetti
Nicola Antonio Facchinetti (Treviso, 7 de setembro de 1824 — Rio de Janeiro, 15 de outubro de 1900) (também conhecido como Nicolò Agostino Facchinetti e no Brasil mais conhecido como Nicolau Facchinetti) foi um pintor, desenhista e professor ítalo-brasileiro. Mudou-se para o Brasil em 1849, fixando-se no Rio de Janeiro, onde exerceu as profissões de cenógrafo e professor de desenho. Participou de várias edições da Exposição Geral de Belas Artes. Pintou vários panoramas da cidade do Rio de Janeiro, contrapondo os casarios novos à natureza exuberante do entorno.